# إيا (بسكاي)

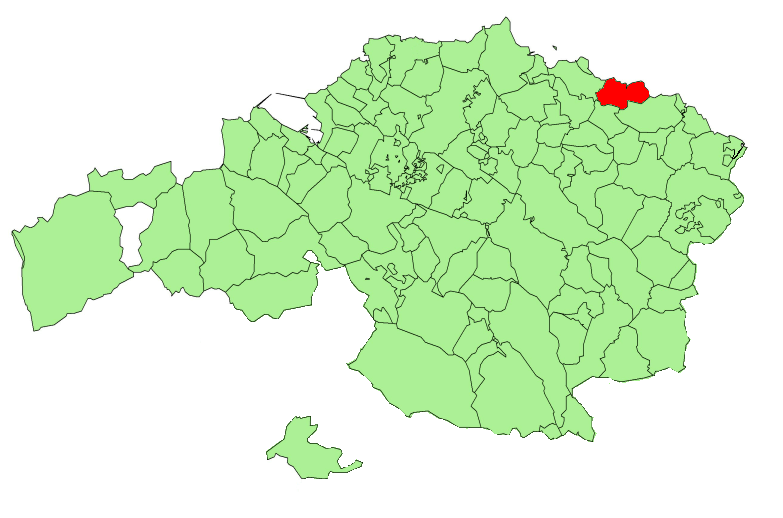
موقع البلدية.

بلدية إيا (بالإسبانية: Ea) هي بلدية تقع في مقاطعة بيسكاي, التي تقع في منطقة الباسك شمالي إسبانيا.

## معرض صور

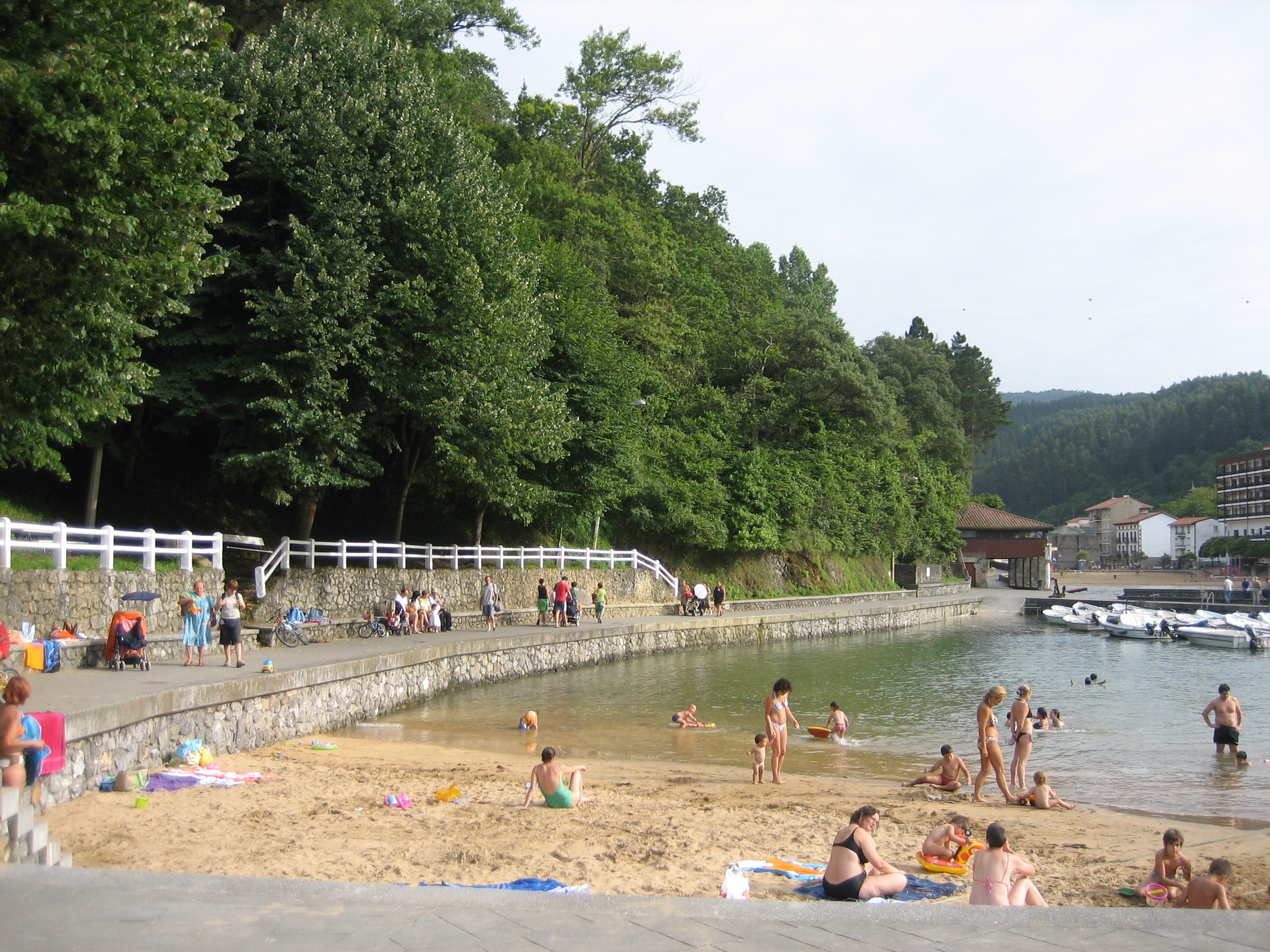
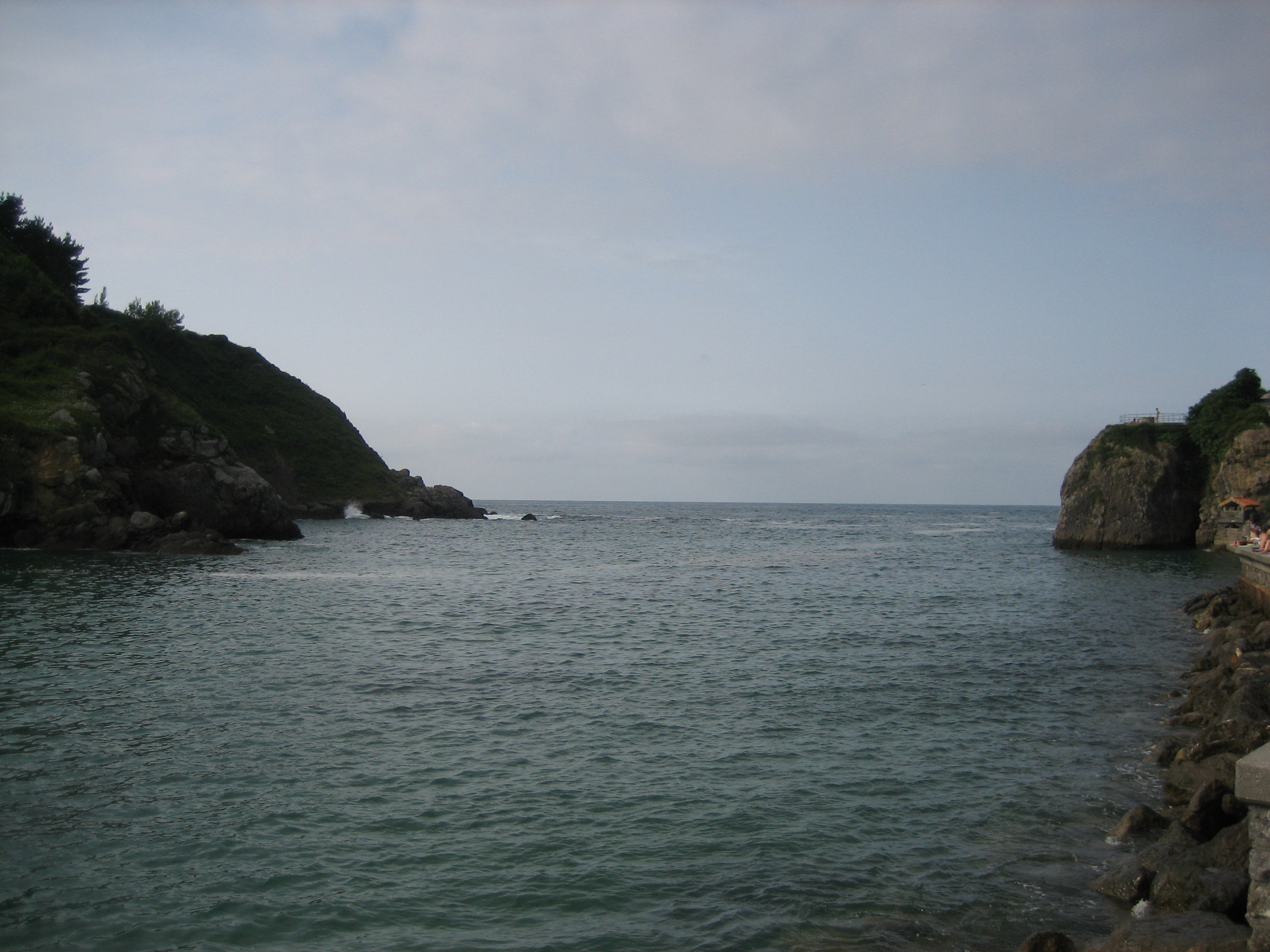
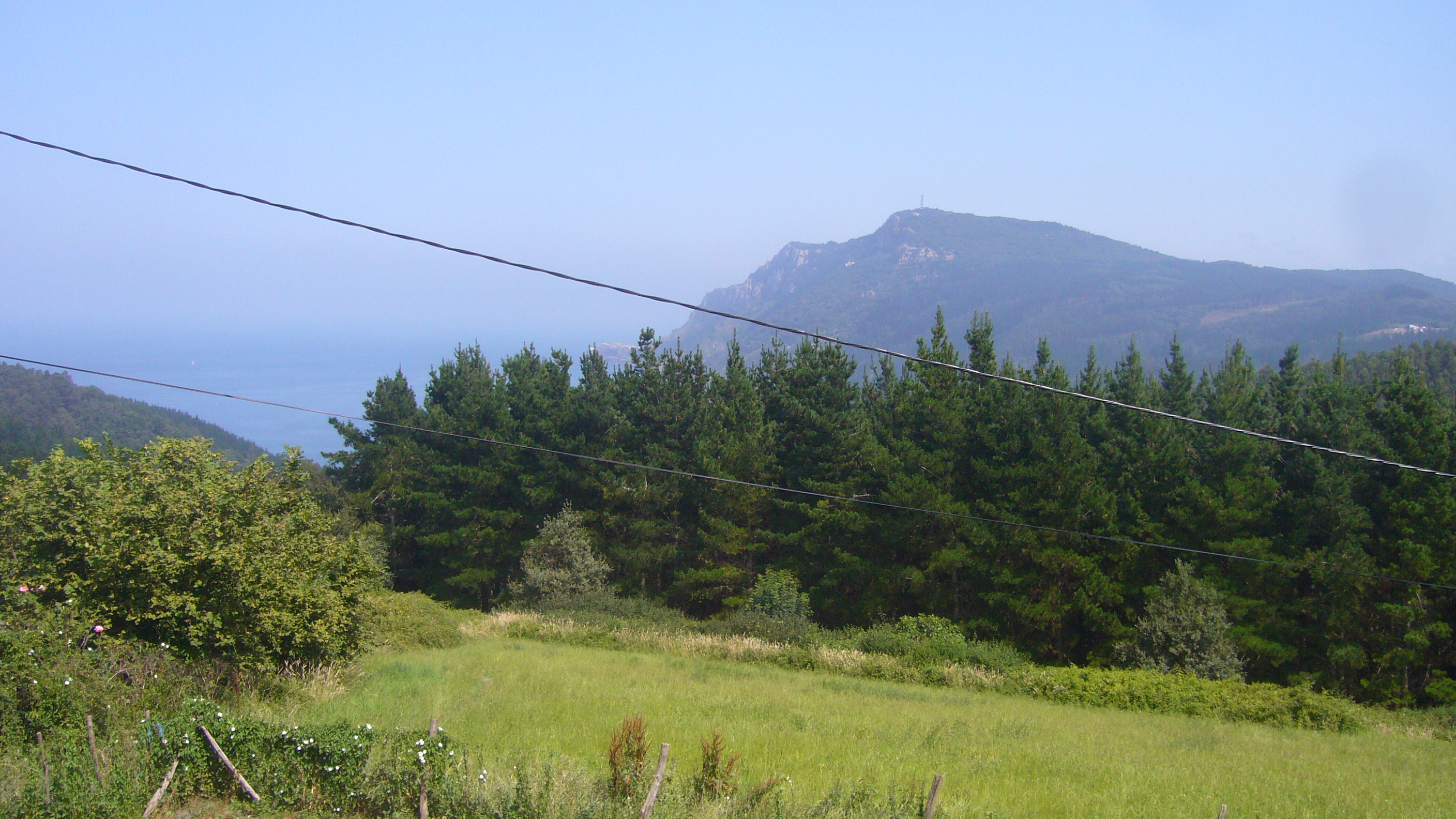
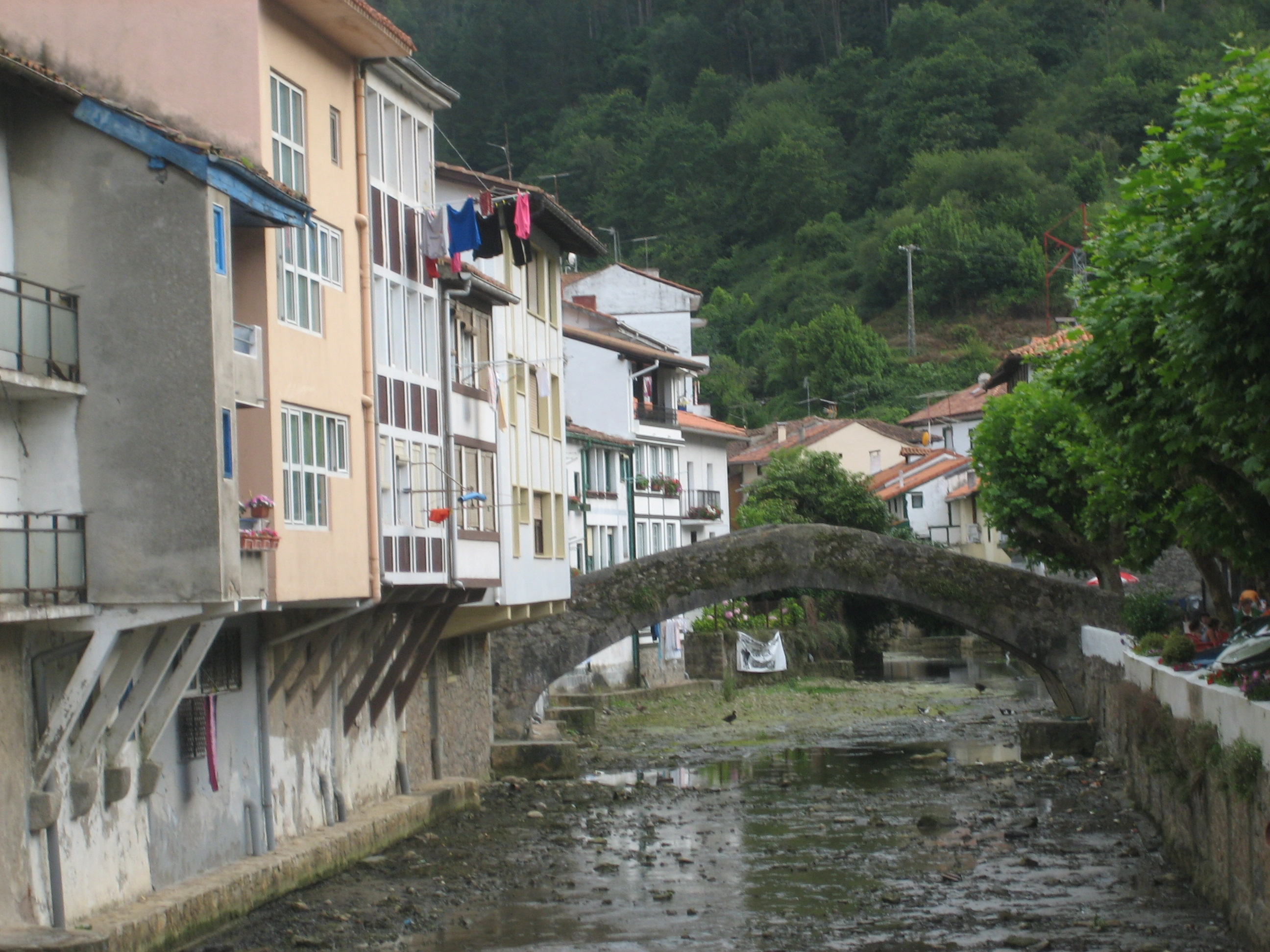

## وصلات خارجية
- (بالإسبانية)